# Arrondissements de la Haute-Marne

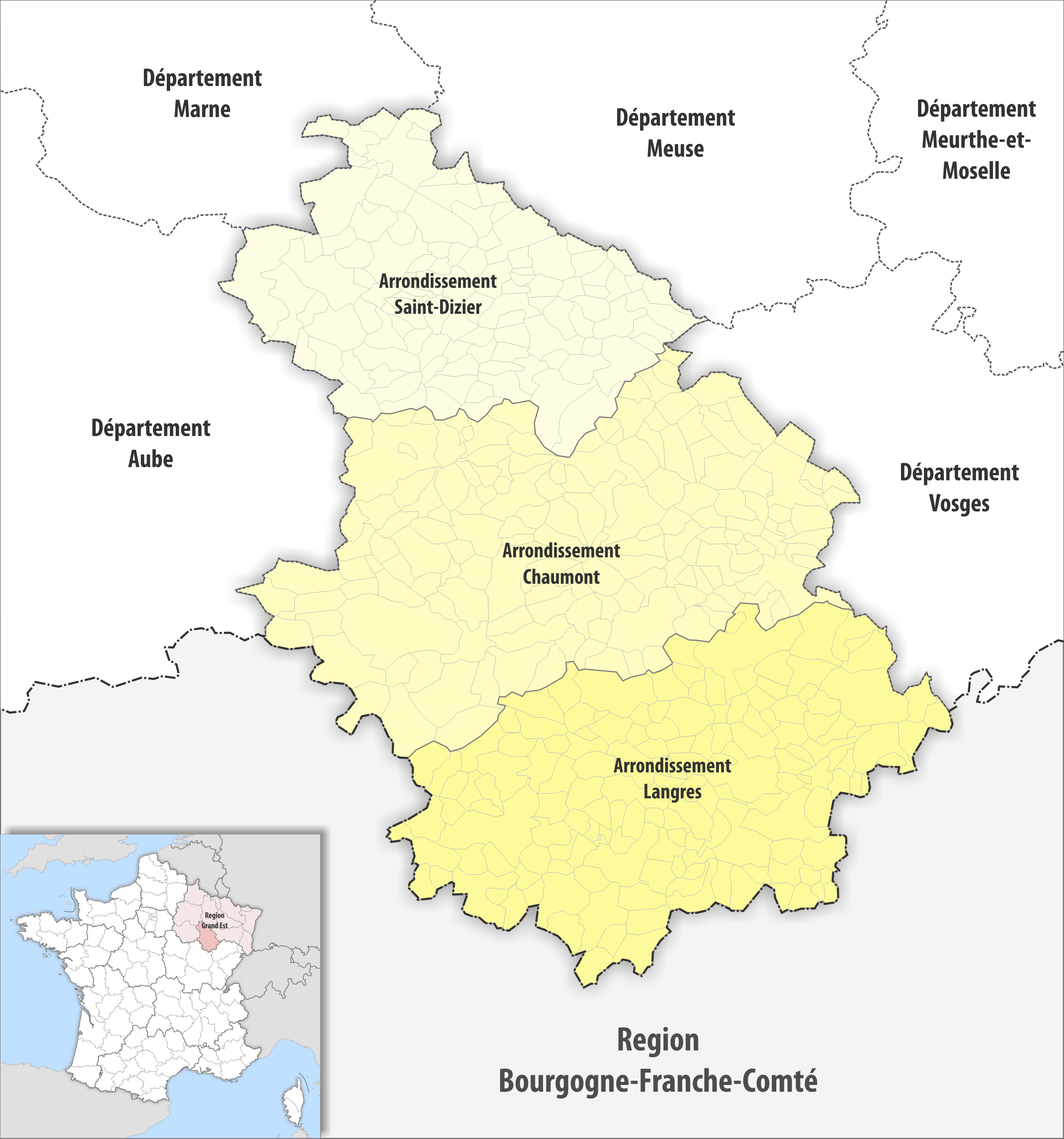
Les arrondissements de la Haute-Marne en 2019.

Le département de la Haute-Marne comprend trois arrondissements.

## Composition
| Nom                            | Code Insee | Superficie (km2) | Population (dernière pop. légale) | Densité (hab./km2) | Modifier             |
| ------------------------------ | ---------- | ---------------- | --------------------------------- | ------------------ | -------------------- |
| Arrondissement de Chaumont     | 521        | 2 476,30         | 61 317 (2022)                     | 25                 | modifier les données |
| Arrondissement de Langres      | 522        | 2 162,90         | 42 581 (2022)                     | 20                 | modifier les données |
| Arrondissement de Saint-Dizier | 523        | 1 571,40         | 65 967 (2022)                     | 42                 | modifier les données |
| Haute-Marne                    | 52         | 6 211,00         | 169 865 (2022)                    | 27                 | modifier les données |

## Histoire
- 1790 : création du département de la Haute-Marne avec six districts : Bourbonne, Bourmont, Chaumont, Joinville, Langres, Saint-Dizier
- 1800 : création des arrondissements : Chaumont, Langres, Wassy
- 1926 : suppression de l'arrondissement de Wassy
- 1940 : restauration de l'arrondissement de Wassy
- 1940 : la sous-préfecture est déplacée de Wassy à Saint-Dizier